# David Clark
David George Clark, baron Clark of Windermere (ur. 19 października 1939 w Castle Douglas), brytyjski polityk, członek Partii Pracy, minister w pierwszym rządzie Tony’ego Blaira.
Wykształcenie odebrał w Bowness Elementary School oraz w Windermere Grammar School w Kumbrii. Po zakończeniu nauki pracował jako leśniczy, a następnie jako asystent laboratoryjny w przemyśle tekstylnym. W 1959 r. rozpoczął pracę jako nauczyciel. W 1960 r. rozpoczął studia na uniwersytecie w Manchesterze. Uzyskał tam tytuł bakałarza, a następnie magistra, ekonomii. Był przewodniczącym Związku Studentów. W 1978 r. ukończył filozofię na uniwersytecie w Sheffield. W latach 1965–1970 wykładał administrację na uniwersytecie w Salford. W latach 1967–1970 był również wykładowcą na uniwersytecie w Manchesterze.
Od 1959 r. jest członkiem Partii Pracy. W 1970 r. został wybrany do Izby Gmin jako reprezentant okręgu Colne Valley. Miejsce w parlamencie utracił w lutym 1974 r. Przez następne 5 lat był starszym wykładowcą politologii na politechnice w Huddersfield. W 1979 r. powrócił do Izby Gmin, tym razem jako reprezentant okręgu South Shields. Clark był regularnym członkiem laburzystowskiego gabinetu cieni. Był ministrem rolnictwa, rybołówstwa i żywności w latach 1972–1974, ministrem obrony w latach 1980–1981, ministrem środowiska w latach 1981–1987, ministrem rolnictwa i spraw wiejskich w latach 1987–1992 oraz ponownie ministrem obrony w latach 1992–1997.
Po wygranych przez Partię Pracy wyborach 1997 r. Clark otrzymał prestiżowe, ale pozbawione realnych kompetencji stanowisko Kanclerza Księstwa Lancaster. Na tym urzędzie pozostał do 1998 r. W 2000 r. bez powodzenia ubiegał się o stanowisko Speakera Izby Gmin. W głosowaniu uzyskał 192 głosy za i 257 przeciw. Przed wyborami 2001 r. Clark nieoczekiwanie ogłosił, że nie będzie ubiegał się o reelekcję.
Wybory te ponownie wygrała Partia Pracy. Kilka tygodni później Clark otrzymał dożywotnie parostwo jako baron Clark of Windermere. W Izbie Lordów został przewodniczącym parlamentarnej komisji leśnictwa. Lord Clark jest ponadto dyrektorem klubu piłkarskiego Carlisle United F.C. oraz zastępcą Lorda Namiestnika Kumbrii.
Od 1970 r. jest żonaty z pielęgniarką Christine Kirkby. Ma z nią jedną córkę, Catherine. Mieszka w Windermere.